# دارسی ونتوورث تامپسون
دارسی ونتوورث تامپسون (انگلیسی: D'Arcy Wentworth Thompson; ۲ مهٔ ۱۸۶۰ – ۲۱ ژوئن ۱۹۴۸) دانشمند در زمینه زیست‌شناسی اهل بریتانیا بود.
وی همچنین برندهٔ جوایزی همچون همکار انجمن سلطنتی، شوالیه (عنوان)، و مدال داروین شده‌است.